# Naphrys acerba
Naphrys acerba är en spindelart som först beskrevs av George William Peckham och Elizabeth Maria Gifford Peckham 1909.  Naphrys acerba ingår i släktet Naphrys och familjen hoppspindlar. Inga underarter finns listade i Catalogue of Life.